# اچ‌ام‌اس وارسپایت (۱۷۵۸)
اچ‌ام‌اس وارسپایت (۱۷۵۸) (به انگلیسی: HMS Warspite (1758)) یک کشتی بود که طول آن ۱۶۵ فوت ۶ اینچ (۵۰٫۴۴ متر) بود. این کشتی در سال ۱۷۵۸ ساخته شد.